# Los Planetas (banda)
Los Planetas es una banda española de pop de la ciudad de Granada, que desarrolla su actividad a partir de 1993, y que sigue activa en la actualidad. Los Planetas recogen la influencia de grupos estadounidenses de guitarras como los Mercury Rev de la primera época o los británicos Spacemen 3 y Joy Division.

## Historia

### De Los Subterráneos alMedusa ep(1990-1993)
Juan Rodríguez (Jota) (estudiante de Sociología Universidad de Granada) y Florent Muñoz (estudiante de Derecho) se conocen a principios de los 90, descubriendo sus afinidades musicales. Deciden formar el grupo Los Subterráneos (hay dos versiones para el origen de este nombre, por un lado homenaje al grupo neoyorquino The Velvet Underground, por otro referencia al libro homónimo de Jack Kerouac) como voz y guitarra respectivamente, uniéndose May Oliver al bajo y, más tarde, Paco Rodríguez en la batería.
Los Subterráneos graban varias maquetas, destacando la producida en abril de 1992 que incluye las canciones Mi hermana pequeña, El centro del cerebro, La caja del diablo y Espiral, registradas con un nuevo batería, Carlos Salmerón.
En aquellos años Christina Rosenvinge se hace acompañar de otros Subterráneos para sus primeros discos en solitario, con lo que J y compañía deciden, después de barajar opciones como Solar, Medusa o El ladrón de juguetes, cambiar su nombre al definitivo Los Planetas, con el que participarán en varios concursos (Radio 3, Rockdelux...) y se convertirán en habituales en programas radiofónicos dedicados a la música independiente española, como Disco grande y Diario Pop.
Aquella maqueta, mejor demo del año 1992 para los oyentes del programa Disco grande (Radio 3), también es recibida por Luis Calvo, director del  sello independiente Elefant Records. En esta  compañía discográfica publicarán Los Planetas su primer disco, el ep en vinilo Medusa en 1993, con la producción de sus sus paisanos Antonio Arias y Miguel A. Rodríguez (Lagartija Nick) (el batería vuelve a ser Paco Rodríguez). El ep recoge dos canciones de la maqueta: Mi hermana pequeña (mejor canción nacional del año 1992 para Rockdelux y Disco grande) y Pegado a ti. En 1996 Elefant Records editará Medusa ep en CD.

### Super 8(1994)
El auge de la música indie española de la época invita a varias multinacionales a fichar grupos de la escena, BMG será la gran discográfica más activa al respecto, y su por entonces A&R Javier Liñán (posteriormente en Warner Chapell, en el subsello de Virgin Chewaka y, más recientemente, en El Volcán Música, agencia de management de Los Planetas en la actualidad) ficha, entre otros, a Los Planetas a través del subsello RCA.
La contratación viene después de una nueva maqueta enviada en 1993 a Julio Ruiz, responsable de Disco grande, cuyos oyentes la votarán de nuevo como como la mejor del año. Javier Liñán pide a Julio Ruiz el contacto del grupo. Javier era jurado del concurso de maquetas de Rockdelux de 1993, cuyo principal premio era grabar un disco con RCA. Pese a no ganar el concurso, lo hizo el grupo de rap Eat Meat, Javier decide fichar al grupo para el sello.
Producido por Fino Oyonarte (bajista del grupo madrileño Los Enemigos, y temporalmente fundador y miembro de la banda Clovis), Super 8 (RCA - BMG, 13 de junio de 1994, vinilo, CD y casete) recoge algunas de las canciones grabadas en las primeras maquetas, con temas como De viaje (que será versionada por Astrud y Fangoria en un CD sencillo publicado por el Club FanFatal en 1998
), el primer sencillo Brigitte, el homenaje a Ian Curtis Desorden, la oscura (y ya conocida) La caja del diablo o, entre otras, ese hit que responde al nombre de Qué puedo hacer.
El diseño de la portada y del libreto del disco corre a cargo de Javier Aramburu, que será responsable del arte de la obra del grupo, con la excepción de los discos publicados entre 2005 y 2018.
Nuevas sensaciones, descarte de Super 8, será el tema principal de un ep publicado en 1995 con una nueva canción (La casa) y una mezcla distinta a la de Super 8 de Desorden (el ep también se editará en vinilo por el sello Subterfuge Records añadiendo una mezcla alternativa de De viaje).
La actual edición en CD de Super 8 añade el ep Nuevas sensaciones.

### Pop(1996)
Para la grabación del segundo disco, el grupo acude al productor Kurt Ralske (líder de la banda neoyorquina Ultra Vivid Scene). Pop sigue la senda de Super 8, recogiendo tres sencillos (Himno generacional#83, David y Claudia y Punk, editados en CD y casete por RCA, y en vinilo por Subterfuge) que confirman al grupo como uno de los preferidos por los seguidores del indie nacional.
Paco Rodríguez deja el grupo definitivamente y es sustituido por Raúl Santos.

### Una semana en el motor de un autobús(1998)
Grabado en Nueva York, de nuevo con la producción de Kurt Ralske, Una semana en el motor de un autobús (RCA - BMG, 13 de abril de 1998, CD y casete) es elegido por la revista Rockdelux mejor disco del año, segundo mejor disco de la década de los 90 y décimo octavo mejor disco nacional del siglo XX.
Brad Wood (colaborador, entre otros de Sunny Day Real Estate, Placebo o Liz Phair) fue la primera opción como productor del disco, pero por incompatibilidad de fechas (Brad fue contratado para colaborar en el álbum Adore de The Smashing Pumpkins), se recurrió de nuevo a Kurt Ralske (productor de Pop).
A lo largo de una hora, el disco relata una semana en la vida del protagonista del disco, una semana de desengaños amorosos, fiestas, euforia, rabia, subidas, bajadas, etc.
De nuevo se extraen tres sencillos del disco (Segundo premio, Cumpleaños total y La playa), temas que destacan junto a otros como Montañas de basura, Toxicosmos o La copa de Europa.
En la formación del grupo se dan de baja May Oliver y Raúl Santos, siendo sustituidos respectivamente por el escocés Kieran Stephen (futuro componente de Migala y de Fantasy Bar), tras la colaboración puntual de Novi (Fernando Novi, bajista del grupo de punk-rock P.P.M. y road mánager de Los Planetas) y el granadino Eric Jiménez (ex KGB y también en Lagartija Nick). También colaboran en el disco Jesús Izquierdo (teclados) y Banin Fraile (teclados, guitarras y efectos), este último acabará formando parte de la formación estable del grupo.

### Canciones para una orquesta química. Singles y Ep 1993 - 1999(1999)
Dada la cantidad de caras B publicadas en los sencillos del grupo, en mayo de 1999 se edita este doble CD, que incluye todos los sencillos mencionados hasta el momento, además de los eps Medusa, Nuevas sensaciones y el recién editado por entonces ¡Dios existe! El rollo mesiánico de Los Planetas.
Este mismo año la Editorial Rockdelux publica La verdadera historia, biografía del grupo hasta la fecha escrita por Jesús Llorente, crítico musical, escritor y responsable del sello discográfico Acuarela Discos.

### Unidad de desplazamiento(2000)
Coproducido y grabado con Carlos Hernández en el estudio que él mismo les diseña y habilita por entonces en Granada (el Refugio Antiaéreo), Unidad de desplazamiento continúa la senda de Una semana en el motor de un autobús.
Vas a verme por la tele y Un buen día se anticiparon en formato sencillo a la edición del álbum, editándose posteriormente Santos que yo te pinte (que incluye una nueva grabación del tema principal con las voces de Antonio Arias (Lagartija Nick) y el cantaor Pepe Fernández, y la incorporación del bajista Miguel López a la formación)  y Maniobra de evasión.
La primera edición del álbum se presentaba en séxtuple digipack y la segunda en formato convencional (incluyendo el videoclip de Un buen día).

### Encuentros con entidades(2002)
El quinto disco en estudio, Encuentros con entidades (RCA - BMG, 26 de agosto de 2002), lo vuelven a coproducir con Carlos Hernández en El Refugio Antiaéreo; se preveía la incorporación de un técnico de sonido americano ajeno al grupo y de confianza de Carlos Hernández para las mezclas, pero poco se aprovechan los diez días en The Playground Studios (Chicago, Estados Unidos) con Keith Cleversley, por problemas de logística y por poco convencimiento en el resultado final.
Finalmente es mezclado por el propio Carlos Hernández  en el Refugio Antiaéreo. Este disco recoge los sencillos Corrientes circulares en el tiempo, Pesadilla en el parque de atracciones, El espíritu de la Navidad y El artista madridista.
Todos los sencillos incluyen un DVD con uno o dos videoclips cada uno, y se edita un DVD con videos de todas las canciones del disco (tanto en sonido estereofónico como 5.1) y algunos de los clips promocionales de sencillos anteriores.
Encuentros con entidades se editó originalmente en digipack, apareciendo la edición actual en formato convencional.
El 17 de diciembre de 2003, la revista Cáñamo publica Los Planetas se disuelven que incluye cuatro temas bajo la influencia de diferentes sustancias psicoactivas y, también, producidas, grabadas y mezcladas por Carlos Hernández.

### Los Planetas contra la ley de la gravedad(2004)
De nuevo grabado y coproducido igual que los dos anteriores largos por Carlos Hernández (este será su último trabajo con los granadinos debido a serias diferencias con J), Los Planetas contra la ley de la gravedad (RCA - BMG, 26 de julio de 2004) cuenta con canciones como El golpe de gracia, Nunca me entero de nada (compuesta junto al hiperactivo Guille Mostaza, del grupo Ellos), o los sencillos Y además es imposible (a dúo con Irantzu Valencia, voz femenina de buena parte de la trayectoria de La Buena Vida), número 1 en la lista de ventas de sencillos española, y No ardieras.
Por primera vez un disco de Los Planetas incluye canciones editadas previamente (a excepción de los adelantos en sencillo): Experimentos con gaseosa, nueva grabación de uno de los cortes del ep Los Planetas se disuelven (Cáñamo / RCA 2003) y Podría volver, la versión de Bambino que ya se había incluido en el doble recopilatorio Bambino, por ti y por nosotros (RCA - BMG 2004).
La caja Singles 1993-2004. Todas sus caras A / Todas sus caras B (RCA - BMG, 28 de marzo de 2005) incluye los 22 sencillos editados por el grupo hasta el momento, presentados individualizados en portadas de cartón. Es la última colaboración de Javier Aramburu como diseñador de portadas para el grupo, hasta el material gráfico del XX aniversario de Una semana en el motor de un autobús y el de Fuerza nueva.

### La leyenda del espacio(2007)
Primer álbum no recopilatorio de Los Planetas publicado en año impar, La leyenda del espacio (RCA - Sony-BMG, 10 de abril de 2007) parafrasea el título del seminal La leyenda del tiempo editado en 1979 por Camarón de la Isla. Varias canciones del disco adaptan palos del flamenco a estructuras del rock, entre ellas se incluyen temas como El canto del Bute, Si estaba loco por ti, Reunión en la cumbre, Ya no me asomo a la reja, Tendrá que haber un camino (cantada por Enrique Morente) o el sencillo Alegrías del incendio. El diseño de la portada del disco corre a cargo de Daniel D'Ors Vilardebó, diseñador de origen también granadino.
Sobre la incorporación del flamenco a la música de Los Planetas, Jota dirá, años después, que "el rock’n’roll es un palo flamenco. Y lo hacemos sin que la gente lo note. El público cree que es pop normal, pero son canciones que están en la cultura granadina desde siglos atrás. Lo único que variamos es la armonía. La diferencia entre el flamenco y las músicas populares europeas está en un acorde".
En otras declaraciones, Jota indica que "cualquier artista que quiera mantenerse activo tiene que hacer cosas nuevas, no puede estar haciendo siempre lo mismo. Nosotros intentamos encontrar ideas nuevas, cosas que no son fáciles de encontrar. Por eso investigamos en el flamenco, además de porque es la cultura de nuestra tierra. Con Internet pudimos tener acceso a discos antiguos a los que antes no podíamos encontrar, y también a raíz de conocer a Enrique Morente, que tenía muchísima información y era muy generoso compartiéndola, descubrimos que nuestra labor además era apoyar esa cultura, sobre todo en una época de globalización en la que las culturas dominantes intentan eliminar a las culturas periféricas".
El 3 de abril de 2008 recibió el reconocimiento de mejor disco nacional de rock alternativo de 2007 en los Premios de la Música organizados por la Academia de las Artes y las Ciencias de la Música.
El 15 de octubre de 2008 se celebró en la Sala 1 de L'Auditori de Barcelona el concierto homenaje La leyenda de Los Planetas, al cumplirse 15 años de la edición del primer ep de la banda. Los grupos que actuaron fueron Clovis, Pumuky, Manos de Topo, Fantasma #3, Tachenko,  Nacho Vegas, Lori Meyers y Lagartija Nick.

### Principios básicos de astronomía(2009)
En julio de 2009 se publica el primer disco del grupo bajo la etiqueta octubre (subsello de Sony Music Entertainment), el recopilatorio Principios básicos de Astronomía (octubre - Sony Music Entertainment, 7 de julio de 2009) en doble edición: CD, y pack compuesto por CD, DVD y cómic en la que el dibujante e ilustrador Juanjo Sáez interpreta 22 canciones de Los Planetas. El CD recoge 18 de esos temas, incluyendo el inédito Soy un pobre granaíno (colombiana), mientras que el DVD ofrece todos los videoclips del grupo.
En algunos de los conciertos del grupo celebrados en 2009 el bajista Miguel López es sustituido por el bajo de Half Foot Outside, Israel Medina.

### Una ópera egipcia(2010)

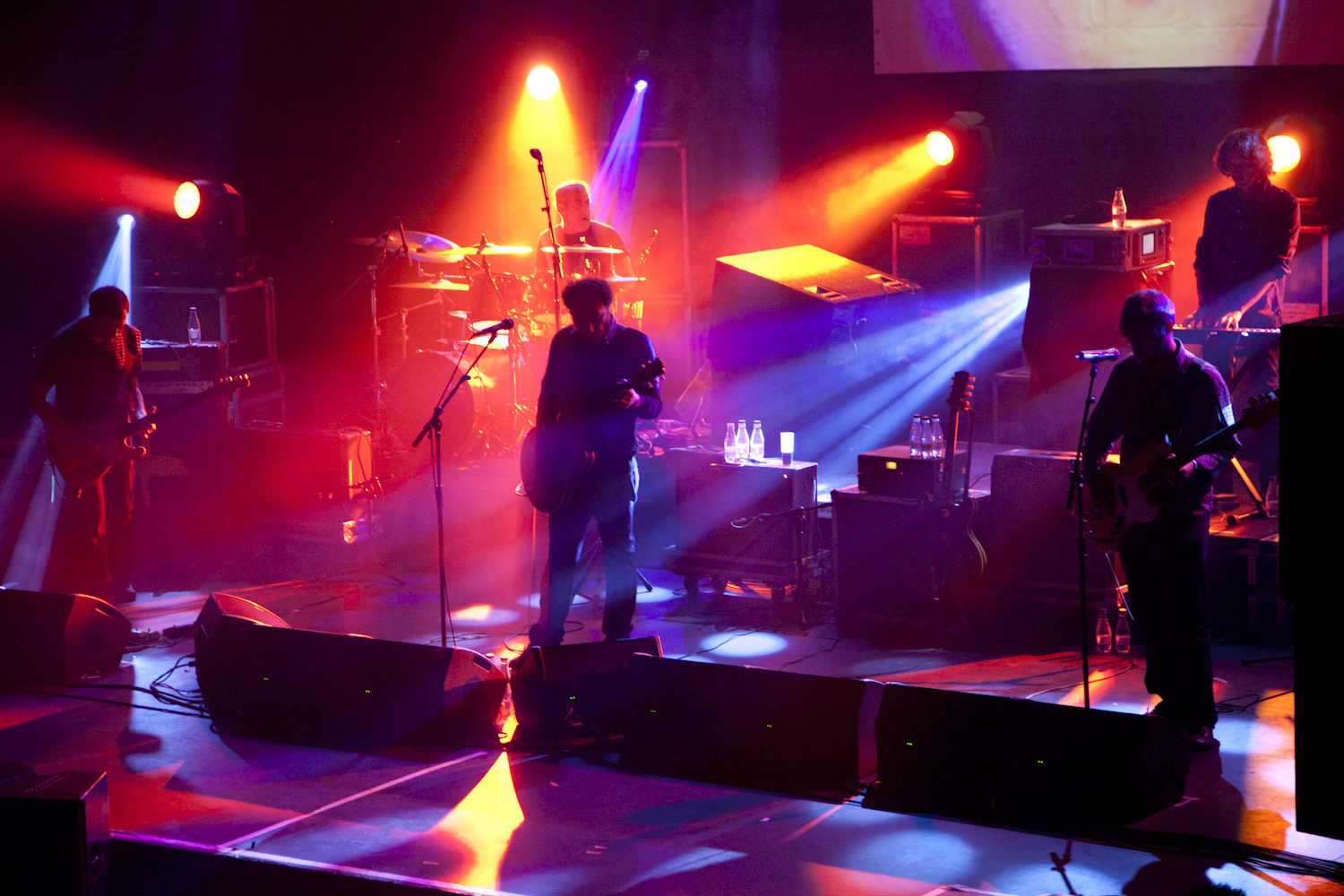
Los Planetas en Razzmatazz, Barcelona, en 2010.

En homenaje al cantaor Manolo Caracol, Los Planetas publican el 8 de diciembre de 2009 el ep Cuatro palos, con cuatro canciones, cada una de las cuales en un palo de flamenco distinto. Con portada diseñada, de nuevo, por Daniel D'Ors Vilardebó, el disco sirve de adelanto para el octavo álbum del grupo.
El título de este octavo álbum es Una ópera egipcia. El disco recupera canciones ya publicadas por el grupo y cuenta con la participación de La Bien Querida en dos de sus temas, Enrique Morente, Antonio Arias, David Rodríguez y Eloy Heredia. El diseño de la portada corre a cargo de Max, artista que dirigió el videoclip que promocionaba el sencillo del grupo Y además es imposible.
El sencillo (publicado solo en descarga digital) con La Bien Querida No sé cómo te atreves sirvió para promocionar el álbum.
El 28 de abril de 2011, el disco recibió el galardón al mejor disco nacional de rock alternativo de 2010, en los Premios de la Música organizados por la Academia de las Artes y las Ciencias de la Música.
En la alineación titular para el directo se incorpora a la banda Julián Méndez, antiguo bajista y miembro fundador de Lori Meyers, bajista también del grupo paralelo de Florent y Banin Los Invisibles.
En marzo de 2010 tocaron (junto a Amaral, Tom Cary, Nudozurdo y The Unfinished Sympathy) en el festival South by Southwest (Austin, Texas, Estados Unidos) dentro del programa "Sounds from Spain" promovido por el ICEX.

### Reedición en vinilo de sus primeros discos (2011)
En noviembre de 2010 el sello de Jota, El Ejército Rojo, anunció la edición, a lo largo de 2011 y bajo licencia de Sony Music Entertainment España, de 500 copias en vinilo de 180 gramos de Super 8, Pop, Una semana en el motor de un autobús, Unidad de desplazamiento, Encuentros con entidades y Los Planetas contra la ley de la gravedad.

### Fin de su contrato con Sony
En las entrevistas realizadas para promocionar las actuaciones del grupo en el festival Primavera Club (7 y 8 de diciembre de 2012) el grupo dice haber finalizado su contrato con la casa discográfica Sony Music Entertainment. Jota declara que "Ni en 2012 ni en 2013 va a salir un disco nuevo, ni tenemos pensado hacerlo ni nada. Sí creo que, en un siguiente álbum, seguiríamos avanzando en la idea de integrar nuestro sonido con el flamenco como en Una ópera egipcia (...). Siempre escribo canciones; antes siempre las grababa inmediatamente, pero hemos terminado contrato con Sony, así que ya no trabajamos por encargo".
En 2022, interrogado sobre la autogestión, Jota declara: "Nosotros nos seguimos encargando de la parte artística, básicamente. Y de la parte más industrial se encargan amigos nuestros, con los que compartimos ideología. Por supuesto es un equipo pequeño, muy reducido respecto a cuando estábamos en Sony… Pero Sony se lleva mucho dinero, todas las ganancias. Ahora el reparto es algo más justo".

### Los Evangelistas
En 2010, J preparaba una serie de experimentos con Enrique Morente y Juan Habichuela Nieto (nieto de Juan Habichuela), incluida una versión de Un hombre solo de Décima Víctima, que quedó a medio maquetar, pero la muerte de Enrique provoca un volantazo; Los Planetas se ven aparcados para reivindicar la herencia morentina a través de Los Evangelistas.
J, Eric, Florent y Antonio Arias (cantante de Lagartija Nick) forman en 2011 Los Evangelistas, grupo homenaje a Enrique Morente, cuyo debut, con el nombre de Los Discípulos, fue el 18 de junio en la cuarta edición de La Noche Blanca del Flamenco celebrada en Córdoba.
En 2012 publican en vinilo y CD Homenaje a Enrique Morente (El Ejército Rojo / octubre, 2012), disco tributo en el que revisan desde una perspectiva muy personal doce composiciones de Enrique Morente. Cuentan con el apoyo de su familia, concretamente de la colaboración vocal de Soleá Morente y la pictórica (aportando las reproducciones de algunos de sus "matéricos", cuadros que aparecen en la portada y en el libreto del álbum) de Aurora Carbonell, hija y pareja respectivamente. También cuentan con la colaboración de Carmen Linares (voz) y de Martin “Youth” Glover (Killing Joke)". Las canciones incluidas en el disco son:
1. Gloria
2. Decadencia
3. Serrana de Pepe de la Matrona
4. En un sueño viniste
5. Encima de las corrientes
6. Delante de mi madre
7. Yo poeta decadente
8. La estrella
9. El loco
10. Amante
11. Alegrías de Enrique
12. Donde pones el alma

En 2013 entregan el EP Encuentro (El Volcán, 2013), cinco nuevas composiciones en las que cuentan con la colaboración de Soleá Morente como voz solista en todos los temas. Se incluyen los temas:
1. Si tú fueras mi novio
2. No sólo yo
3. Malagueña de la Trini
4. Dormidos
5. La sangre de mi corazón
6. No sólo yo (Ambient Mix)
7. Malagueña de la Trini (Ambient Mix)
8. La sangre de mi corazón (Ambient Mix)

En 2014 se publica un sencillo de siete pulgadas con el título Un rockero llamado Enrique Morente. En torno a Omega (1996). Incluye Manhattan por Enrique Morente y Lagartija Nick, y Serrana de Pepe de la Matrona de Los Evangelistas.

### De viaje por Los Planetas
El 28 de abril de 2014, la editorial Ondas del Espacio publicó, coincidiendo con los veinte años de la edición del álbum Super 8, De viaje por Los Planetas, un libro con textos e ilustraciones sobre la banda. Entre los escritores se encuentran Julio Ruiz, Jesús Llorente, Santi Carrillo, Guillermo Z. del Águila, Joaquín Pascual, Borja Prieto, Jesús Ordovás, Antonio Arias y Joan S. Luna; entre los ilustradores están Abel Cuevas, Moderna de Pueblo, Joaquín Reyes, Paula Bonet y, entre otros, Juan Berrio.
El libro se acompaña de un CD con diecisiete temas con versiones de Medusa EP, Super 8 y Nuevas sensaciones a cargo de Doble Pletina, Grushenka, Manu Ferrón, El Faro, Odio París, Klaus & Kinski, Reina Republicana, Disco las Palmeras!, Muy Fellini, McEnroe, Pumuky, Estela, El Último Vecino, Universal Circus, Los Bonsáis, Dënver y Cosmen Adelaida.
El libro se revisa y reedita en 2024 con el título de De viaje por Los Planetas: una nueva dimensión.

### Dobles fatigas ep(2015)

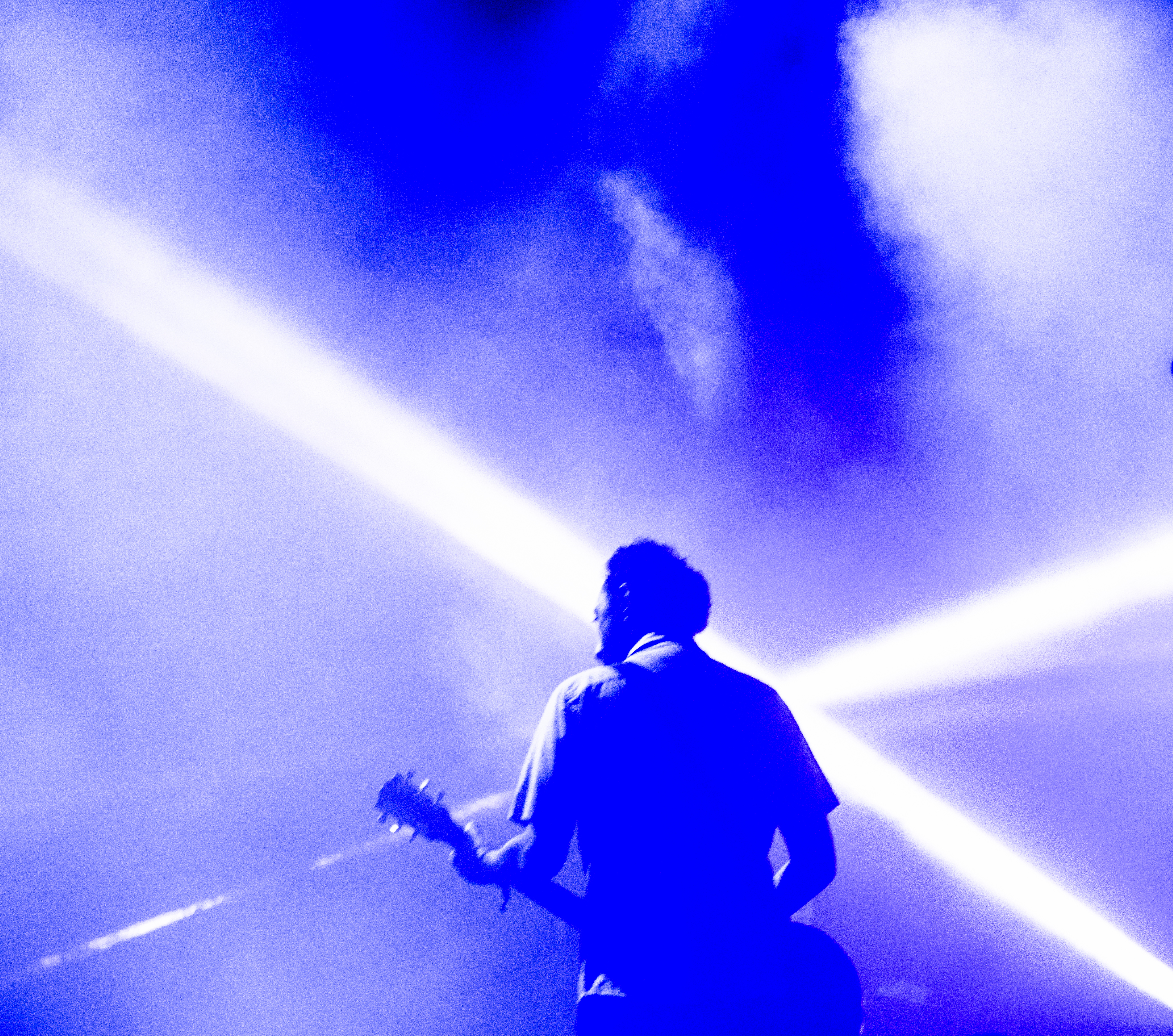
Los Planetas durante el Festival Internacional de Benicasim 2015.

El 27 de marzo de 2015, el sello El Segell del Primavera informa de la publicación del ep Dobles fatigas, "cuatro nuevos temas en menos de 20 minutos que sin duda orbitan alrededor de Los Planetas". Este nuevo trabajo estaba disponible en preventa el viernes 10 de abril a través de la web de Los Planetas y salió a la venta el 4 de mayo de 2015.

### Zona temporalmente autónoma(2017)
A finales de 2016, se anuncia el 27 de enero como fecha de edición (publicado por El Ejército Rojo y El Volcán Música, al haber falta de entendimiento con El Segell del Primavera) del CD sencillo y vinilo de 7 pulgadas Espíritu olímpico, con la colaboración de La Bien Querida y adelanto del álbum Zona temporalmente autónoma que se publica el 24 de marzo de 2017.
El 24 de febrero de 2017 se publica un segundo adelanto del álbum: Islamabad, canción inspirada en el tema Ready pa morir de Yung Beef.
El 21 de marzo de 2017 se publica en las plataformas digitales un nuevo adelanto, Porque me lo digas tú.
El título del álbum lo toma del manifiesto de Hakim Bey, seudónimo del escritor anarquista neoyorquino Peter Lamborn Wilson. Según Jota, líder del grupo, "el indie fue la única cultura de resistencia en los noventa. Es un movimiento que se organiza fuera del circuito establecido por las multinacionales. Por supuesto, es como una zona temporalmente autónoma: en cuanto el poder detecta su existencia, la absorbe. Ocurrió en Inglaterra con los sellos Rough Trade, Factory o Creation. Lo curioso es que España haya sido el único país del mundo en el que el indie se ha consolidado. En el resto de los países la escena alternativa sigue siendo marginal, mientras que aquí ha ocupado el espacio del mainstream".
En otra entrevista, Jota declara que "esos espacios hay que construirlos a partir de las relaciones más importantes, que son las sentimentales. Desde ahí tienes que enfocar cómo quieres que sea el mundo porque el capitalismo es un sistema que se basa en la competencia y que no permite el amor".

### Homenaje en el Festival Contempopránea

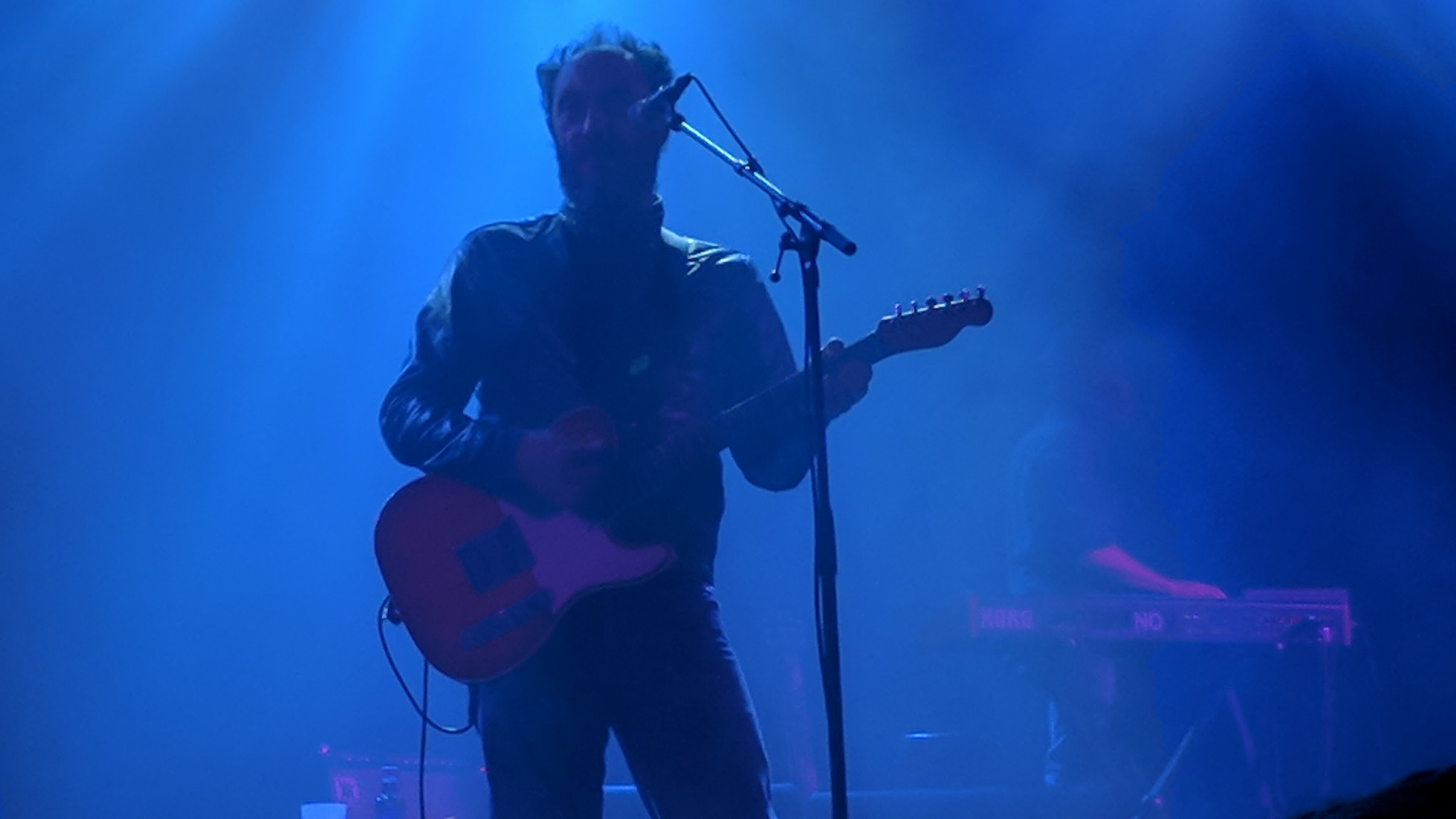
Los Planetas en directo en el festival Atlantic Fest (Isla de Arosa, 1 de julio de 2017).

La edición de 2017 del Festival Contempopránea se dedicó a Los Planetas: "En el año de su regreso discográfico y con motivo de su single número 30, la organización del Contempopránea ha decidido rendir tributo en vida a una de las figuras musicales más importantes del panorama musical español. Por este motivo y como viene siendo habitual en los homenajes del festival Contempopránea, las bandas que participen tendrán que revisar en directo durante el transcurso de su actuación en el festival una de las canciones de los homenajeados".

### Spotify Live ep(2018)
El 20 de julio de 2017, 20 seguidores del grupo fueron recompensados con un concierto privado del grupo, por ser los que más los escuchan en la plataforma Spotify. En la Cueva de la Rocío (Sacromonte, Granada), la banda tocó nueve canciones: Alegrías del incendio, San Juan de la Cruz, Deberes y privilegios, Si estaba loco por ti, Seguiriya de los 107 Faunos, Señora de las alturas, Amanecer, Colombiana / Soy un pobre granaíno y  Espíritu olímpico.
De esas canciones, cuatro se publicaron de forma exclusiva en Spotify el 25 de mayo de 2018:
1. Alegrías del incendio 5:48
2. Amanecer 3:02
3. Colombiana 4:53
4. San Juan de la Cruz 5:18

### Gira XX aniversario deUna semana en el motor de un autobús(2018 y 2019)

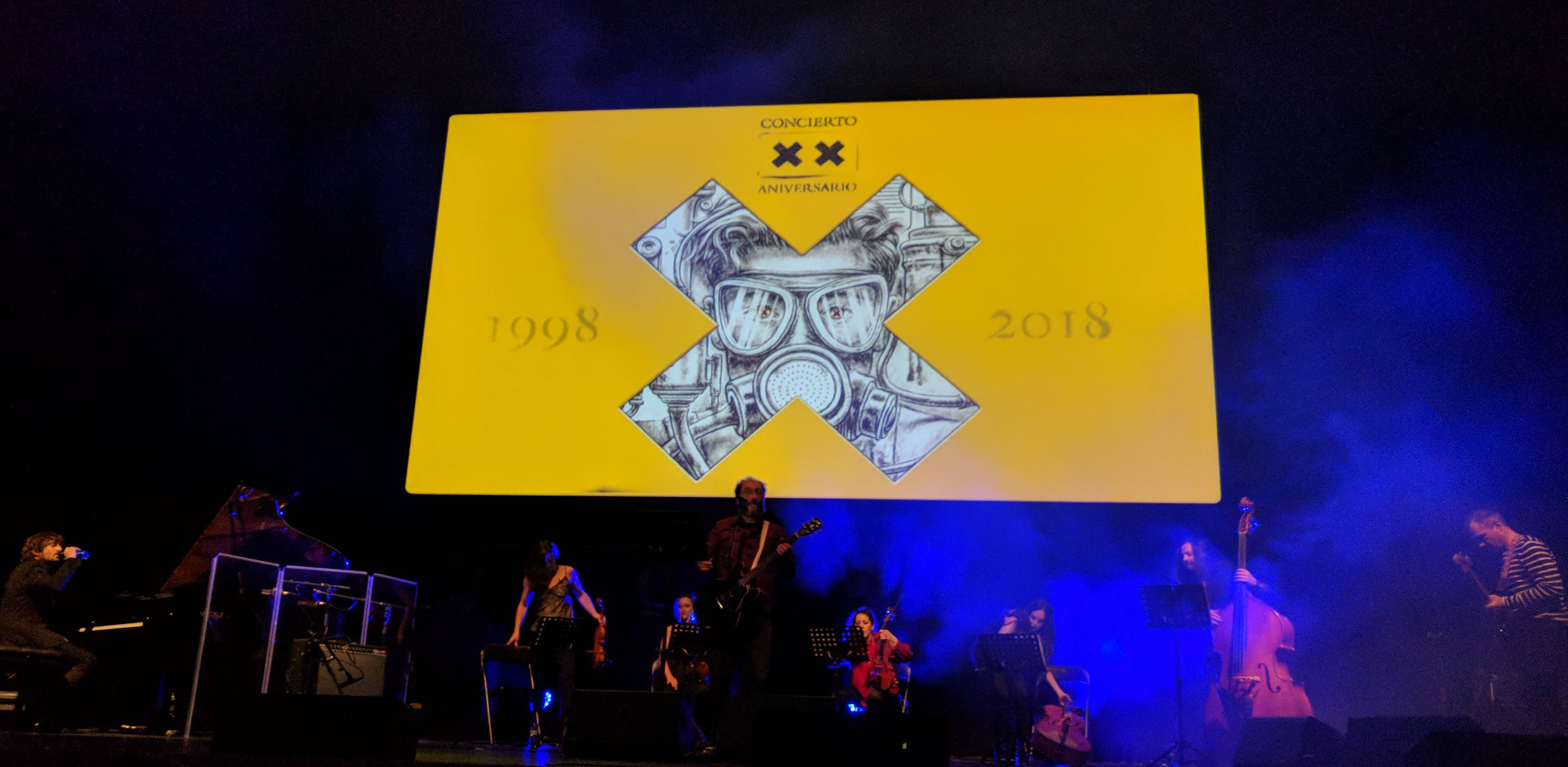
Los Planetas tocando en directo Una semana en el motor de un autobús en el Auditorio do Mar (Vigo, 24 de noviembre de 2018).

A lo largo de 2018 y 2019, Los Planetas programan varias actuaciones para celebrar el vigésimo aniversario de su tercer álbum:
- 13 de junio de 2018: presentación del proyecto en la Sala Joy Eslava (Madrid), junto a un cuarteto de cuerdas.[59]
- 21 y 22 de septiembre de 2018: Auditorio Manuel de Falla (Granada) junto a la Orquesta Ciudad de Granada y el Coro OCG.[59][60][61]
- 10 de noviembre de 2018: L'Auditori (Barcelona), junto al quinteto de cuerda Cosmotrío y David Montañés al piano, dentro del Festival Mil·lenni.[62]
- 17 de noviembre de 2018: Palau de la Música (Valencia), junto al quinteto de cuerda Cosmotrío y David Montañés al piano, dentro del Festival Deleste.[63]
- 24 de noviembre de 2018: Auditorio Mar (Vigo), junto al quinteto de cuerda Cosmotrío y David Montañés al piano.[64]
- 14 de junio de 2019: Festival Jardins de Pedralbes (Barcelona), con orquesta y coros.[65]
- 22 de junio de 2019: Noches del Botánico (Madrid), con orquesta y coros.[66]

Varios de estos conciertos cuentan con visuales a cargo del artista gráfico Max.

### Fuerza nueva
Fuerza nueva es un proyecto colaborativo entre Los Planetas y Niño de Elche. Siguiendo una entrevista de Javier Herrero: "Jota  y Niño de Elche ya se conocían y un colaborador habitual de ambos, Juan Mario Vázquez, tuvo la idea de unirlos para trabajar en un sencillo y experimentar. Esto terminó generando material como para pensar en "un proyecto, que no banda", con la incorporación del artista Pedro G. Romero para reforzar el concepto. "El nombre fue la guinda de todo el proceso. A Jota se le ocurrió llamarlo Fuerza nueva, que encierra muchos aspectos negativos pero tenía una carga muy potente", explica Florent, antes de puntualizar que, más que "punks con un panfleto", lo que les interesa es "la lírica, la poesía y la religión". "Tenía que ver también con New Order y la devoción de Paco (Niño de Elche) por la retórica fascista. No soy muy amante del nombre, pero pone el dedo en un sitio que quema a todos", apunta Romero, en alusión al partido ultraderechista del mismo nombre que fundó Blas Piñar". En este disco vuelven a contar con Mario Fernández "Mafo" para la grabación de algunas de las canciones.
A lo largo de 2019 se publican los siguientes sencillos:
- Los campanilleros. El 3 de enero de 2019 se estrena el videoclip de su primera canción editada por El Ejército Rojo, como toda la discografía del grupo, Los campanilleros,[70] clip realizado por Andrés Duque. La portada del sencillo fue diseñada por Javier Aramburu. En la nota de prensa se indica, entre otras cosas, que "la melodía que se ha popularizado bajo ese nombre viene del cante de los auroros, grupos de voces e instrumentos que acompañaban al Rosario de la Aurora y que se han ido acoplando a las fiestas del ciclo invernal. (...) El primer flamenco que la grabó fue Manuel Torre (...) pero indudablemente fue la Niña de la Puebla la que convirtió en un hit".[71]

- Santo Dios. El 28 de febrero de 2019 se publica Santo Dios, revisión del himno de Andalucía, grabada en abril de 2018 en el Refugio Antiaéreo, y mezclada por Raúl Rëfree y masterizada por Alexis Psaroudakis (Rosalía, Silvia Pérez Cruz, Rocío Márquez, Niño de Elche, etc). El videoclip fue realizado por Andrés Duque.[72]

- La cruz. El 14 de abril de 2019, Viernes de Dolores, sale a la luz La cruz, inspirada en La saeta, poema de Antonio Machado popularizado por Joan Manuel Serrat, y en el tema The Cross de Prince. El clip corre a cargo, de nuevo, de Andrés Duque.[73]

- Una, glande y libre / Una, grande y libre. El 18 de julio de 2019, aniversario del Alzamiento Nacional, se edita, solo en formato digital, Una, glande y libre, interpretada por Jota. El mismo tema, pero titulado Una, grande y libre y cantado por Jota y Niño de Elche, es la cara A del primer disco físico del grupo en formato sencillo 7". La cara B es La canción de los gitanos, adaptación del himno del pueblo gitano, el Gelem Gelem. El vinilo se publica el 6 de septiembre de 2019, con diseño de Javier Aramburu.[74]

- Canción para los obreros de Seat. El 11 de septiembre de 2019, coincidiendo con la Diada de Cataluña, publican en digital Canción para los obreros de Seat, reinterpretación del himno oficial de Cataluña, Els Segadors. Al final del videoclip promocional, dirigido por Andrés Duque, se explica que esta es una canción "para los obreros de SEAT presos en Segovia, (...) un grupo de cinco proletarios que en un tiempo se llamó Ejército Revolucionario de Ayuda a los Trabajadores dedicado a expropiar empresas y bancos para ayudar a los huelguistas y parados". El diseño gráfico corre a cargo de Javier Aramburu.[75][76]

- El novio de la muerte. El 20 de septiembre de 2019, día de la Legión Española, publican su visión de El novio de la muerte, canción interpretada por la Legión en ocasiones solemnes.[77] En la letra se hace una referencia a Luis Aragonés como guiño a la adaptación que hicieron Glutamato Ye-Yé de El novio de la muerte con el título de Soy un socio del Atleti, incluida en su directo ...¡Esto fue todo! (Twins, 1987).[78]

El 12 de octubre de 2019, día de la Hispanidad, se publica el álbum de debut de Fuerza nueva. Fuerza nueva se edita en CD, vinilo y vinilo en edición limitada a 1.492 copias y numerada (carpeta doble con un vinilo de 180 gramos, póster de Javier Aramburu y libreto especial con textos de Pedro G. Romero y letras de las canciones). La portada de Javier Aramburu presenta la silueta de España atravesada por un rayo, inspirándose en la del álbum Unknown Pleasures de Joy Division. Los temas incluidos son:
1. Santo Dios
2. Los campanilleros
3. Mariana
4. La canción de los gitanos
5. La cruz
6. Canción para los obreros de Seat
7. El novio de la muerte
8. Santo Domingo

El 16 de octubre de 2019 se presentan en directo la banda y el disco en la sala Joy Eslava de Madrid.
En 2020 se publican dos nuevos sencillos:
- El Sol. El 10 de abril de 2020, Viernes Santo, publican en plataformas digitales El Sol, una oración islámica "basada en las nubas andalusíes (...) que (...) suenan dando luz sobre la sura 091 del Corán, intitulada El sol". Diversas teorías consideran que estas nubas influyeron en la Marcha Real que es el Himno de España.[80] La portada rojigualda de nuevo es de Javier Aramburu.[81]

- La rosa. El 21 de junio de 2020, coincidiendo con el Record Store Day, se edita el sencillo de 7 pulgadas La rosa, con El sol en la cara B. La rosa está inspirada en el villancico navideño e himno mariano Es ist ein Ros entsprungen (Una rosa ha brotado).[82] Una vez más, el diseño es de Javier Aramburu y los textos promocionales son de Pedro G. Romero.[83]

### Sencillo en directo (2019)
El 29 de marzo y el 14 de junio de 2019 se edita, respectivamente, como sencillo digital y en sencillo en vinilo una versión en directo de Santos que yo te pinte, supuesto adelanto del primer álbum en vivo de su carrera.

### Sencillos 2020-2021
El 17 de julio de 2020 se publica como sencillo digital La nueva normalidad, será el primero de varios sencillos que se editarán, en principio, en ese formato:
- La nueva normalidad (2020). El 17 de julio de 2020 se publica La nueva normalidad.[86] De la nota promocional del sencillo se deduce que su título remite a la nueva normalidad derivada de la pandemia ocasionada por la COVID-19: "lo normal era el bombardeo publicitario contra lo normal. Tenéis que ser todos diferentes, les decíamos. Exactamente igual de diferentes (...). Después, ya sabes, el virus. Perfil bajo. Ellos en casa y nosotros a descansar y disfrutar una temporadita, que ya iba tocando". Javier Aramburu es el responsable de la portada, que muestra al actor Malcolm McDowell en su papel Alex DeLarge, protagonista de la versión cinematográfica que Stanley Kubrick rodó de La naranja mecánica.[87] La canción fue elegida mejor tema nacional del año por los oyentes del programa Discogrande (Radio 3).[88]

- Navidad de reserva (2020). El 14 de diciembre de 2020 en exclusiva para la web de la revista Rockdelux[89] y el 25 de diciembre del mismo año[90] para el público en general se edita Navidad de reserva, versión del villancico homónimo del grupo argentino Él Mató a un Policía Motorizado. Javier Aramburu es también responsable de la portada del sencillo.[91]

- El negacionista (2021). El 1 de enero de 2021 se publica El negacionista.[92][93][94][95] La portada, de Javier Aramburu, muestra al cantante español Miguel Bosé en un entorno Disney. La hoja promocional del sencillo reza "(...) Los Planetas regresan con Negacionista música popular contra la propaganda, la incompetencia, el conformismo y la pereza, para decir no. Al estúpido, no. Al malvado, no. Al Estado, no. A las corporaciones, no. A la incertidumbre, no. A la desinformación, no. Al ventajista, no. A la angustia, no. A la disidencia programada, no. Insistiendo con ahínco en su propuesta de retribución proporcional al sistema, Los Planetas se ofrecen a dar al César lo que es del César, a Dios lo que es de Dios, a la comunidad lo que es de la comunidad y al capitalismo, que es uno y trino, lo que es del capitalismo: la idea de un mundo plano, arrogancia, fiereza de ánimo y ausencia de compasión. Y, aunque no se lo merezca, un poquito de humor".[96]

- El rey de España (2021). El 19 de febrero de 2021 publican El rey de España.[97] La edición coincide en el tiempo con la entrada en prisión del rapero Pablo Hasél.[98][99] En su nota promocional, titulada ¿Por qué no te callas?,[100] la frase que dijo en 2007 el rey Juan Carlos al por entonces presidente de Venezuela, Hugo Chávez, se habla "del Alto Patrón, mando supremo con derecho de gracia, tan gracioso. Del que convoca y disuelve, arbitra y modera. Del que propone y nombra, expide y confiere. Del que acredita y concede. Del que sanciona y promulga. Del que corresponde. Del que releva, separa y pone fin. Del que declara la guerra y hace la paz. Y el amor. Del que guarda y hace guardar. De ese de bastos, espadas y, sobre todo, de oros y copas. De ese, precisamente de ese, vienen a hablarnos Los Planetas en su nuevo single, El rey de España".[101] Otra vez se encarga Javier Aramburu de la portada que muestra una corona de la que salen piernas de mujer.[100]

- El antiplanetismo (2021). Publicado el 9 de abril de 2021, de nuevo con portada de Javier Aramburu.[102][103] El comunicado promocional contiene las frases "lo hipócrita sería callar o hablar al amparo de la corrección política, de las banderas, de las tendencias. De un salario ruin. Los planetas vuelven para hablar claro y dar que hablar. Después de pensar, después de escuchar. Y vamos a escucharlos. Alertando contra la falta de pensamiento crítico y alentando a recuperar el placer como fin y fundamento de la vida, la real, la que está más acá de las pantallas. El resto sigue siendo cosa tuya".[104]
- Alegrías de Graná (2021). Se edita el 2 de junio de 2021 con lyric video dirigido por Antonio J. Mairena.[105] La nota promocional indica que "Los Planetas ni inventan ni perfeccionan las alegrías de Graná, pero inventan y perfeccionan al mismo tiempo un palo, que es pop cambiao y juguetillo de Graná".

En marzo de 2021 se anuncia la publicación a lo largo de 2021 de una serie de singles en edición limitada de vinilo de siete pulgadas, con portada de Javier Aramburu, sin especificar cuantos son ni el número de ejemplares disponibles de cada referencia. Los sencillos publicados, y que se incluyen el álbum Las canciones del agua, son:
- La nueva normalidad / El negacionista (El Ejército Rojo, 9 de abril de 2021).[102]
- El rey de España / El apocalipsis zombie (El Ejército Rojo, 21 de mayo de 2021). Incluye la inédita El apocalipsis zombie, cuya nota promocional apunta "los atributos peculiares de los zombis del cine, la televisión, los comics, los videojuegos y la música se inspiran en los síntomas de la rabia: babeos, convulsiones, disfunción cerebral o pérdida de la función muscular. El virus de la rabia es un parásito manipulador que puede controlar la mente de su huésped. La naturaleza está llena de parásitos manipuladores, algo muy frecuente en el reino animal, al que pertenecemos los humanos".[107]
- El antiplanetismo / Alegrías de Graná (El Ejército Rojo, 2 de julio de 2021).[108][109]

### Las canciones del agua(2022)

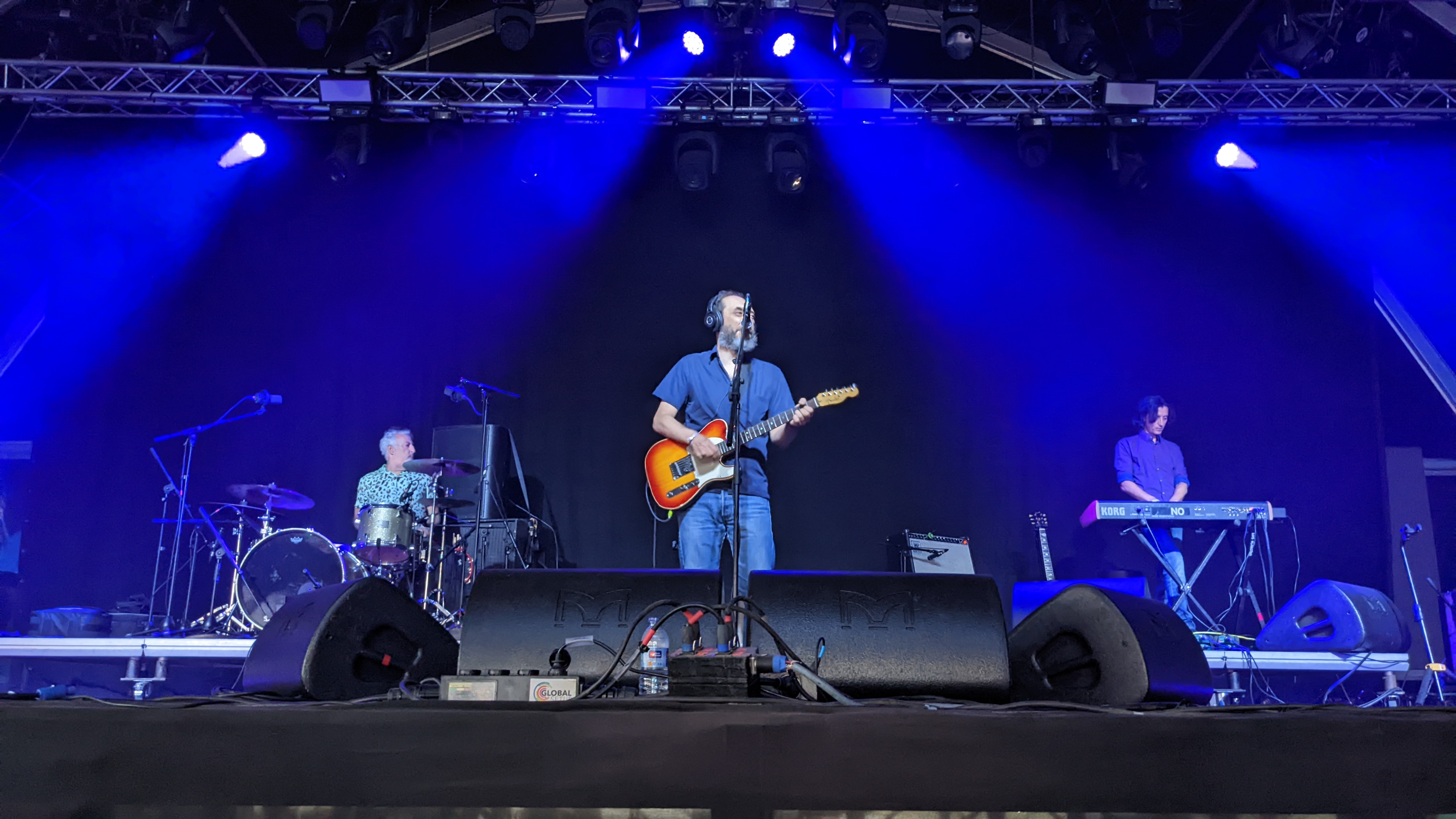
Los Planetas actuando en Atlantic Fest (Villagarcía de Arosa, 16 de julio de 2022).

El 17 de septiembre de 2021 Jota anuncia en un concierto del ciclo Les Nits del Fòrum (Barcelona) el título del décimo álbum de Los Planetas: Las canciones del agua (El Ejército Rojo, 2022), que se publica el 21 de enero de 2022. El disco, que recoge nueve canciones, seis de ellas ya publicadas como singles entre 2020 y 2021, fue el más vendido en España en su primera semana de edición.
Las canciones del agua, título extraído de uno del los versos del poema El manantial de Federico García Lorca escrito en 1919 y que el grupo musica para abrir el álbum, se articula en dos bloques “temporalmente autónomos”, uno local y otro global: Granada y el mundo:
- La parte granadina se refleja en los cuatro primeros temas: la adaptación del poema El manantial de Federico García Lorca, las versiones de Se quiere venir (que será editada como sencillo) de Khaled y La morralla de Carlos Cano (con Mario Fernández "Mafo" a la batería) y Alegrías de Graná (ya publicada como sencillo).

- El segundo bloque recopila cinco de las canciones editadas por el grupo durante la pandemia de la COVID-19: La nueva normalidad, El negacionista, El rey de España, El apocalipsis zombie y El antiplanetismo.

En la gira de presentación del disco, Miguel López vuelve como bajista titular de la banda.

### Proyectos en solitario (2023)
A finales de 2022 y a lo largo de 2023 se publican los primeros discos en solitario de los miembros fundadores de la banda: Jota, bajo el nombre de J, edita Plena pausa (El Ejército Rojo, 2023), en el que, comisionado por la Filmoteca Española, musicaliza obras inéditas del director de cine donostiarra Iván Zulueta y Florent lanza el 18 de enero de 2023 el sencillo Aquí paz y gloria, avance de su álbum debut Florent y yo, publicado en 2023 por El Volcán Música y El Ejército Rojo.
Sobre estos proyectos en solitario, Jota dice "(...)Los Planetas es mi proyecto artístico y vital prácticamente desde que empecé a hacer música. Casi puedo decir que lo único que he hecho en la vida ha sido tocar para Los Planetas. Ha sido habitualmente el vehículo de expresión ideal para mí y nunca he tenido esa necesidad de hacer algo al margen, pero este era un trabajo más personal, basado en ver las películas de forma continuada y encontrar el sentido que tienen. Además, se da la circunstancia de que Florent (...) también está grabando un disco en solitario. (...) Me pareció interesante hacerlo sin ataduras, sin vincular a los músicos de Los Planetas, que, al fin y al cabo, están ya muy habituados a trabajar con un método muy determinado".

### Conciertos 30 aniversarioSuper 8(2024)

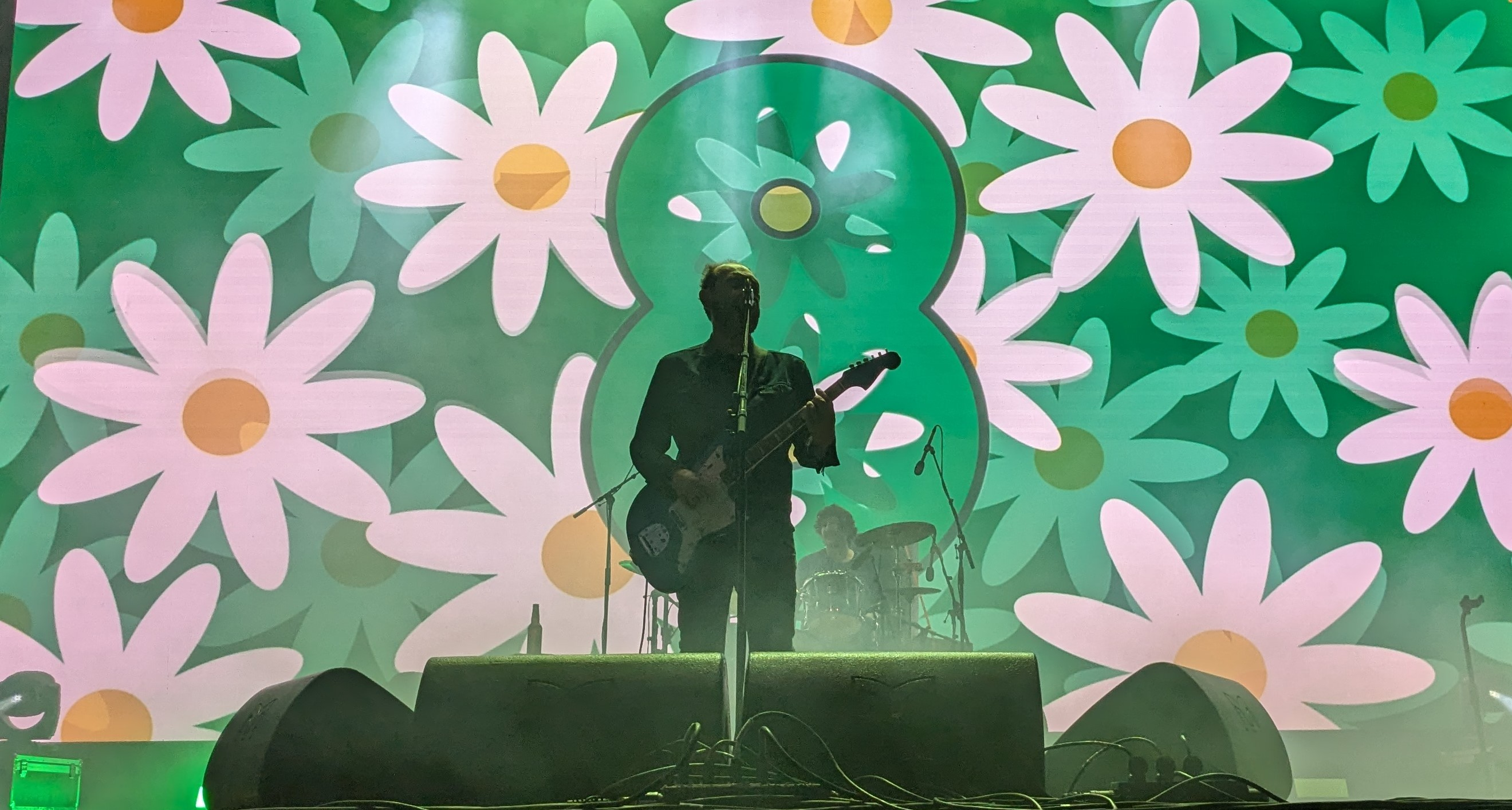
Los Planetas en el concierto 30 aniversario de Super 8 realizado el 20 de julio de 2024 en el AtlanticFest (Villagarcía de Arosa, Pontevedra).

En enero de 2024 se publica una  nota de prensa que anuncia la celebración de conciertos de celebración del trigésimo aniversario de la publicación de Super 8: "El ocho es símbolo de equilibrio, capaz de unir lo inferior con lo superior y armonizar los opuestos. (...) Lo mismo puede decirse de Super 8, el primer elepé de Los Planetas, que este 2024, cuyas cifras suman ocho, cumple treinta años. (...) Los Planetas anuncian una serie de presentaciones en directo en las que interpretarán exclusivamente Super 8. Al completo, ajustando con fidelidad instrumentación, arreglos, setlist y el resto de elementos del concierto al concepto original".
Para estás actuaciones se recupera el formato cuarteto de aquellos años, con el núcleo de Jota y Florent, acompañados por el habitual del grupo Miguel López al bajo. En algunos conciertos el batería es Roberto Escudero (también batería en el grupo Srta. Trueno Negro y colaborador del proyecto en solitario de Jota Plena pausa) y en otros Eric Jiménez. En conciertos posteriores a los conciertos del 30 aniversario de Super 8 se incorpora a los teclados el músico granadino Alonso Díaz.

### Segundo premio (película)(2024)
En 2020 se anticipa el rodaje de la película Segundo premio por Jonás Trueba. En 2023 se anuncia que el director será Isaki Lacuesta, la película está "ambientada en Granada a finales de los años 90" y se inspira en "en la historia de un grupo de música independiente".
La sinopsis del film reza: "Granada, finales de los 90. En plena efervescencia artística y cultural, un grupo de música indie vive su momento más delicado. Afrontan su tercer disco. Nadie sabe que ese álbum cambiará para siempre la escena musical de todo el país. Esta (no)es una película sobre los Planetas".
La película, codirigida por Pol Rodríguez, compitió en la Sección Oficial del Festival de Málaga de 2024,  obteniendo la Biznaga de Oro a mejor película y las Biznagas de Plata a mejor dirección (Isaki Lacuesta y Pol Rodríguez) y mejor montaje (Javier Frutos). El 4 de abril de 2024 inaugura el D'A Film Festival (Barcelona),estrenándose en salas el 24 de mayo del mismo año.
La cinta está producida por La Terraza Films, Áralan Films, Ikiru Films, Bteam Prods, Sideral Cinema, Los Ilusos Films y Toxicosmos AIE, y es distribuida por Bteam Pictures. El guion está firmado por Isaki Lacuesta y Fernando Navarro. El reparto está encabezado por Daniel Ibáñez Rodríguez (interpreta a "El Cantante", trasunto de J), Francisco Martín Ocete "Cristalino" (interpreta a "El Guitarrista", trasunto de Florent), Stéphanie Magnin Vella (May), Mario Fernández Olmedo "Mafo" ("El Batería", trasunto de Eric), Javier "Chesco" Ruiz ("El Bajista"), Daniel Molina ("El Teclista", trasunto de Banin), David Alcalá Fraile ("El Pipa", trasunto de Migueline) y Eduardo Rejón.    El reparto también incluye a Julen Clarke (trasunto de Kurt Ralske, el productor de Una semana en el motor de un autobús).
La Academia de las Artes y las Ciencias Cinematográficas de España eligió la película para representar en 2024 a España en la categoría de mejor película internacional de los premios Óscar  (las otras dos películas preseleccionadas habían sido La estrella azul y Marco). La película no fue finalmente seleccionada por la Academia de Artes y Ciencias Cinematográficas estadounidense. 
En los Premios Gaudí 2024 reciben el galardón a la mejor dirección Isaki Lacuesta y Pol Rodríguez, mientras que Tekuro 
Takeuchi recoge el premio a la mejor fotografía y Alejandro Castillo, Eva Valiño y Antonin Dalmasso el de mejor sonido.
La revista Fotogramas le otorga el Fotogramas de Plata 2024 como mejor película española según la crítica.
Los Premios Sant Jordi eligen al film como mejor película española de 2024. 
En los Premios Carmen la película obtiene ocho premios: mejor largometraje, mejor guion original (Fernando Navarro), mejor interpretación masculina revelación (Cristalino), mejor montaje (Javier Frutos), mejor dirección de arte (Pepe Domínguez y Gigia Pellegrini), mejor vestuario (Lourdes Fuentes), mejor maquillaje y peluquería (Yolanda Piña) y mejores efectos especiales (María Magnet y Marian Delgado).
En la 39 edición de los Premios Goya Segundo premio recibió tres premios: mejor dirección (Isaki Lacuesta y Pol Rodríguez), mejor montaje (Javi Frutos) y mejor sonido (Diana Sagrista, Eva Valiño, Alejandro Castillo y Antonin Dalmasso). Además de estas tres, la película estaba nominada para mejor película, mejor canción original (Love is the worst compuesta por Alondra Bentley e Isaki Lacuesta), mejor actor revelación (Cristalino y Daniel Ibáñez), mMejor dirección de producción (Carlos Amoedo), mejor dirección de fotografía (Takuro Takeuchi), mejor dirección de arte (Pepe Domínguez del Olmo) y mejor diseño de vestuario (Lourdes Fuentes).
Alejandro Simón Partal es autor de La planta baja. Diario de un rodaje (Plaza & Janés, 2024), donde detalla la gestación de la película. 

### Medalla de Oro al Mérito en las Bellas Artes (2024)
El 23 de diciembre de 2024 reciben la Medalla de Oro al Mérito en las Bellas Artes, medalla que concede el Gobierno de España a propuesta del Ministerio de Cultura y Deporte de España a aquellas personas o corporaciones, instituciones, personas jurídicas, organismos o entidades públicas o privadas que destaquen en los campos literario, dramático, musical, coreográfico, de interpretación, etc. 

### Nueva reedición en vinilo de sus primeros discos (2024 y 2025)
Sony Music reedita entre 2024 y 2025 versiones en vinilo de los primeros discos del grupo:
- Super 8, coincidiendo con el trigésimo aniversario del disco, se publica el 8 de noviembre de 2024, siendo el vinilo más vendido en España en la semana de su publicación[151] y el vigésimo primero más vendido en el año 2024.[152]

- Pop se reedita el 17 de enero de 2025, de nuevo se convierte en el vinilo más vendido en España en esa semana.[153]

- Una semana en el motor de un autobús se publica el 7 de febrero de 2025, siendo el quinto disco más vendido y el segundo vinilo más vendido en España esa semana.[154]

- Unidad de desplazamiento se lanza el 7 de marzo de 2025. Fue el séptimo disco[155] y el tercer vinilo[156] más vendido en su semana de su publicación.

- Encuentros con entidades se reedita en vinilo el 28 de marzo de 2025. Llega al puesto 18 en la lista global de ventas[157] y al 2 en la de vinilos.[158]

- Los Planetas contra la ley de la gravedad se republica el 11 de abril de 2025, alcanzando el puesto 42 en la lista global[159] y el 3 en la de vinilos.[160]

- La leyenda del espacio se comercializa en vinilo el 9 de mayo de 2025, siendo el décimo noveno álbum más vendido[161] y el segundo en formato vinilo.[162]

- Una ópera egipcia se vuelve a editar en vinilo el 30 de mayo de 2025, siendo el 64 álbum más vendido la semana de su edición,[163] cuarto en formato vinilo.[164]

- Cuatro palos (EP) es el último disco de este plan de reediciones en vinilo, saliendo al mercado el 20 de junio de 2025.

## Formación
- Juan Ramón Rodríguez Cervilla / J Rodríguez / J / Jota: voz y guitarras.
- Florentino Muñoz Lozano / Florent Muñoz / Florent: guitarra.
- Ernesto Jiménez Linares / Eric Jiménez / Erik / Eric: batería.
- Miguel López / Miguel: bajo y coros.

Se indica el nombre completo de cada miembro y todas las variantes que se han utilizado en los créditos de los discos (en negrita el nombre más habitual).

## Discografía
Todos las referencias indicadas se refieren a formatos de CD, salvo que se indique lo contrario.

### Álbumes
1. Super 8 (1994, RCA - BMG, también editado en vinilo y casete)
2. Pop (1996, RCA - BMG (CD y casete), Subterfuge Records (vinilo)
3. Una semana en el motor de un autobús (1998, RCA - BMG, también editado en casete).
4. Unidad de desplazamiento (2000, RCA - BMG)
5. Encuentros con entidades (2002, RCA - BMG)
6. Los Planetas contra la ley de la gravedad (2004, RCA - BMG)
7. La leyenda del espacio (2007, RCA - Sony BMG, también disponible en descarga digital)
8. Una ópera egipcia (2010, Octubre - Sony Music Entertainment (CD y descarga digital), El Volcán Música / octubre - Sony M.E. (vinilo)
9. Zona temporalmente autónoma (2017, El Ejército Rojo - El Volcán Música, también editado en vinilo. Reeditado en 2018 con libreto especial de 24 páginas, póster coleccionable y DVD)
10. Las canciones del agua (2022, El Ejército Rojo, también editado en vinilo)

### Recopilatorios
1. Canciones para una orquesta química. Singles y EP 1993 - 1999 (1999, RCA - BMG, doble CD)
2. Singles 1993-2004. Todas sus caras A / Todas sus caras B (2005, RCA - BMG, caja de 22 CD sencillos, reeditado en 2015 por Sony M.E. en CD y en vinilo)
3. Principios básicos de Astronomía (2009, octubre - Sony M.E., disponible en CD, en cómic + CD + DVD y en descarga digital)

### EP / Sencillos
1. Medusa ep (1993 (vinilo) / 1996 (CD), Elefant Records)
2. Brigitte (1994, RCA - BMG)
3. Qué puedo hacer (1994, RCA - BMG)
4. Nuevas sensaciones (1995, RCA - BMG (CD), Subterfuge Records (vinilo)
5. Himno generacional #83 (1996, RCA - BMG (CD), Subterfuge Records (vinilo)
6. David y Claudia (1996, RCA - BMG (CD), Subterfuge Records (vinilo)
7. Punk (1996,  RCA - BMG (CD), Subterfuge Records (vinilo)
8. Su mapamundi, gracias / Qué puedo hacer (compartido con Sr. Chinarro) (1997, Acuarela Discos, vinilo)
9. Segundo premio (1998, RCA - BMG)
10. Cumpleaños total (1998, RCA - BMG)
11. La playa (1998, RCA - BMG)
12. ¡Dios existe! El rollo mesiánico de Los Planetas (1999, RCA - BMG)
13. Pegado a ti (1999, promocional, RCA - BMG)
14. Vas a verme por la tele (2000, RCA - BMG)
15. Un buen día (2000, RCA - BMG)
16. Santos que yo te pinte (2001, RCA - BMG)
17. Maniobra de evasión (2001, RCA - BMG)
18. Corrientes circulares en el tiempo (2002, RCA - BMG)
19. Pesadilla en el parque de atracciones (2002, RCA - BMG)
20. El espíritu de la Navidad (2002, RCA - BMG)
21. El artista madridista (2003, RCA, BMG Ariola)
22. Los Planetas se disuelven (2003, RCA - BMG)
23. Y además es imposible (2004, RCA - BMG)
24. No ardieras (2004, RCA - BMG)
25. Alegrías del incendio (2007, RCA - Sony-BMG, también disponible en descarga digital)
26. Soy un pobre granaíno (colombiana) (2009, octubre - Sony Music Entertainment) (solo descarga digital)
27. Cuatro palos (2009, octubre - Sony M.E. (CD y descarga digital) / 2010, El Volcán Música / octubre - Sony M.E. (vinilo)
28. No sé cómo te atreves (2010, octubre - Sony Music Entertainment) (solo descarga digital)
29. Dobles fatigas (2015, El Segell del Primavera, CD y vinilo)
30. Espíritu olímpico (2017, El Ejército Rojo - El Volcán Música, CD y vinilo)
31. Islamabad (2017, El Ejército Rojo - El Volcán Música, descarga digital y vinilo)
32. Hierro y níquel 18 (2018, El Ejército Rojo - El Volcán Música, descarga digital y vinilo)
33. Spotify Live (2018, El Ejército Rojo - Spotify)
34. Ijtihad (2018, El Ejército Rojo - El Volcán Música, descarga digital y vinilo)
35. Santos que yo te pinte (en directo) (2019, El Ejército Rojo, descarga digital y vinilo)
36. Eterna Lucha (Himno para el ascenso del Granada) (2019, El Ejército Rojo)[165] (solo digital, junto a Lori Meyers,  Grupo de Expertos Solynieve, Niño de Elche y Apartamentos Acapulco)
37. La nueva normalidad (2020 / 2021, El Ejército Rojo, digital / vinilo)
38. Navidad en reserva (2020, El Ejército Rojo) (solo digital)
39. El negacionista (2021, El Ejército Rojo) (digital y cara B del sencillo de vinilo de La nueva normalidad)
40. El rey de España (2021, El Ejército Rojo) (digital y vinilo)
41. El antiplanetismo (2021, El Ejército Rojo) (digital y vinilo)
42. Se quiere venir (2022, El Ejército Rojo) (digital y vinilo)